# ساندفيك
ساندفيك أيه بي هي شركة هندسية سويدية متعددة الجنسيات متخصصة في منتجات وخدمات التعدين وحفر الصخور و منصات حفر ومعالجة الصخور ( التكسير والغربلة ) وقطع المعادن وتصنيعها . تأسست الشركة عام 1862 في مقاطعة جافلبورج بالسويد. في عام 2022 ، كان لديها ما يقرب من 40500 موظف وعائدات قدرها 112 مليار كرونة سويدية ، مع مبيعات في حوالي 150 دولة.